# Физелер, Герхард
Герхард Физелер (нем. Gerhard Fieseler, 15 апреля 1896, Бергхайм — 1 сентября 1987, Кассель) — немецкий лётчик-ас Первой мировой войны, авиаконструктор и предприниматель.

## Биография
Родился в семье печатника. Вступил в германские ВВС в 1915 году, в 1916 году стал лётчиком-наблюдателем, в 1917 году — лётчиком-истребителем. Служил на средиземноморском ТВД, затем в Македонии, сбил 19 самолётов противников. Награждён Железным крестом I и II степени и золотым крестом за военные заслуги.
После войны вернулся к типографскому делу; в 1926 году свернул своё дело и поступил на кассельский авиазавод Raab-Katzenstein лётчиком-инструктором. Отточив лётное мастерство, стал признанным мастером высшего пилотажа. После выступления в Цюрихе в 1927 году — высокооплачиваемый пилот на авиашоу. В 1928 году спроектировал первый самолёт — Fieseler F1, затем Raab-Katzenstein RK-26, выпускавшийся по лицензии малой серией в Швеции.
В 1930 году Raab-Katzenstein обанкротилась, и Физелер решил начать собственное производство самолётов. Выкупив кассельский завод, производивший планеры, ставший Fieseler Flugzeugbau, в 1932 году Физелер выпустил первые спортивные самолёты; в 1934 году он на машине собственного производства выиграл международный чемпионат по аэробатике в Париже.
В 1935 году, вступив в НСДАП, Физелер получил доступ к военным подрядам люфтваффе. На следующий год он выиграл конкурс на военный самолёт связи со своей лучшей конструкцией — Fieseler Fi 156 Storch. В 1937—1949 годах было произведено до 2900 «Шторхов» разных модификаций.
Проект штурмовика Fieseler Fi 98 был отвергнут в пользу Junkers Ju 87. Торпедоносец Fieseler Fi 167 авианосного базирования не пошёл в серию, так как Германия отказалась от постройки авианосцев — всего в 1937—1938 годах было выпущено 14 машин.
В 1941—1942 годах Фриц Госслау, инженер фирмы Физелера, спроектировал крылатую ракету Фау-1 (Fieseler Fi 103); до конца Второй мировой войны Физелер выпустил около 30 тысяч ракет.
2 мая 1945 награжден Рыцарским крестом Креста «За военные заслуги».
После окончания Второй мировой войны, отсидев непродолжительный срок, Физелер вернулся к предпринимательству, выпускал автомобильные комплектующие.